# 霍伦巴赫
霍伦巴赫是德国巴伐利亚州的一个市镇。总面积26.10平方公里，总人口2307人，其中男性1209人，女性1098人（2011年12月31日），人口密度88人/平方公里。